# أليسون (لاعب كرة قدم مواليد 1996)
أليسون هو لاعب كرة قدم برازيلي في مركز الوسط، ولد في 20 فبراير 1996 في ساو باولو في البرازيل. لعب مع نادي بالميراس.